# Муниципальный округ № 78 (Санкт-Петербург)
Муниципа́льный о́круг № 78 — внутригородское муниципальное образование города федерального значения Санкт-Петербурга, расположенное на территории Центрального района.

## Границы округа
- от пересечения Адмиралтейского проспекта с Невским проспектом по оси Невского проспекта до реки Фонтанки
- по оси реки Фонтанки до Гороховой улицы
- по оси Гороховой улицы до Адмиралтейского проспекта
- по оси Адмиралтейского проспекта до Невского проспекта.

## Население
| 2002    | 2010    | 2012    | 2013    | 2014    | 2015    | 2016    |
| ------- | ------- | ------- | ------- | ------- | ------- | ------- |
| 13 508  | ↘11 186 | ↗11 246 | ↗11 459 | ↗11 790 | ↗11 791 | ↘11 520 |
| 2017    | 2018    | 2019    | 2020    | 2021    | 2023    |         |
| ↘11 443 | ↗11 513 | ↘11 230 | ↘11 078 | ↘9275   | ↘9085   |         |